# Міжнародна двомовна школа Провансу
Товариство з обмеженою відповідальністю Міжнародна двомовна школа Провансу (фр. Société à responsabilité limitée International Bilingual School of Provence), коротка офіційна назва: IBS of Provence — приватна міжнародна школа-інтернат, яка розташовується на вулиці Бук-Бель-Ер сільського кварталу Люїн приміської зони Екс-ан-Прованса, що у департаменті Буш-дю-Рон, Франція. Школа є членом Європейської Ради міжнародних шкіл, (англ. European Council of International Schools — «ECIS»).
Станом на 2019—2020 навчальні роки у школі навчається більше 500 учнів. Окрім французьких дітей, які складають 45 % від загальної кількості, в IBS навчаються учні 78 національностей, які походять із п'яти континентів.

## Опис
Кампус школи розташовується у південній частині Люїна, на ділянці землі близько 5 га, що лежить на узліссі, за 6 км від центру Екс-ан-Прованса та за 20 км від Марселя, і включає такі основні навчальні та допоміжні будівлі і споруди:
- навчальні корпуси із шкільними класами та кабінетами для наукових досліджень;
- спортивний комплекс (клас йоги, клас єдиноборств, спортзал, хореографічна зала, фітнес-зала, тренажер для гольфу в приміщенні);
- театрально-концертна зала на 300 місць;
- спортивні майданчики на відкритому повітрі;
- чотири тенісних корти (два корти з покриттям із синтетичної глини, два жорстких корти);
- басейн.

Поза межами кампусу та недалеко від нього розташовані п'ять просторих житлових будинків інтернату, розраховані на 150 учнів і їх вихователів, із садами та належними допоміжними господарчими приміщеннями. Інтернат доступний, починаючи із 10 років (для школярів середньої і вищої школи) Учні, як правило, проживають по четверо в кімнаті.

## Структура школи та освітні програми
У школі дві основні секції — французька і міжнародна, та третя — «змішана» міжнародна секція, в основному, для невеликої групи учнів, у яких французька мова є проблемною.
| Вид школи | Початкова школа                                                  | Початкова школа                                                  | Початкова школа                                                  | Початкова школа                                                  | Початкова школа                                                  | Початкова школа                                                  | Початкова школа                                                  | Початкова школа                                                  | Середня школа         | Середня школа         | Середня школа         | Вища школа            | Вища школа            | Вища школа       | Вища школа       |
| Вид школи | Садочок                                                          | Садочок                                                          | Садочок                                                          | Молодші класи                                                    | Молодші класи                                                    | Молодші класи                                                    | Молодші класи                                                    | Молодші класи                                                    | Середня школа         | Середня школа         | Середня школа         | Вища школа            | Вища школа            | Вища школа       | Вища школа       |
| --- | ---------------------------------------------------------------- | ---------------------------------------------------------------- | ---------------------------------------------------------------- | ---------------------------------------------------------------- | ---------------------------------------------------------------- | ---------------------------------------------------------------- | ---------------------------------------------------------------- | ---------------------------------------------------------------- | --------------------- | --------------------- | --------------------- | --------------------- | --------------------- | ---------------- | ---------------- |
| Вік школярів | 2-3                                                              | 4                                                                | 5                                                                | 6                                                                | 7                                                                | 8                                                                | 9                                                                | 10                                                               | 11                    | 12                    | 13                    | 14                    | 15                    | 16               | 17               |
| Французька секція | Petite                                                           | Moyenne                                                          | Grande                                                           | CP                                                               | CE1                                                              | CE2                                                              | CM1                                                              | CM2                                                              | 6ème                  | 5ème                  | 4ème                  | 3ème                  | 2ème                  | 1ème             | Tle              |
| Французька секція | Двомовна національна французька програма                         | Двомовна національна французька програма                         | Двомовна національна французька програма                         | Двомовна національна французька програма                         | Двомовна національна французька програма                         | Двомовна національна французька програма                         | Двомовна національна французька програма                         | Двомовна національна французька програма                         | Brevet (перший цикл)  | Brevet (перший цикл)  | Brevet (перший цикл)  | Brevet (перший цикл)  | FB (другий цикл)      | FB (другий цикл) | FB (другий цикл) |
| Міжнародна секція | Nursery                                                          | PreKG                                                            | KG                                                               | G1                                                               | G2                                                               | G3                                                               | G4                                                               | G5                                                               | G6                    | G7                    | G8                    | G9                    | G10                   | G11              | G12              |
| Міжнародна секція | Cambridge Primary (укр. Кембриджська програма початкових класів) | Cambridge Primary (укр. Кембриджська програма початкових класів) | Cambridge Primary (укр. Кембриджська програма початкових класів) | Cambridge Primary (укр. Кембриджська програма початкових класів) | Cambridge Primary (укр. Кембриджська програма початкових класів) | Cambridge Primary (укр. Кембриджська програма початкових класів) | Cambridge Primary (укр. Кембриджська програма початкових класів) | Cambridge Primary (укр. Кембриджська програма початкових класів) | Cambridge Secondary 1 | Cambridge Secondary 1 | Cambridge Secondary 1 | Cambridge Secondary 2 | Cambridge Secondary 2 | A-Level          | A-Level          |
| Міжнародна секція | Cambridge Primary (укр. Кембриджська програма початкових класів) | Cambridge Primary (укр. Кембриджська програма початкових класів) | Cambridge Primary (укр. Кембриджська програма початкових класів) | Cambridge Primary (укр. Кембриджська програма початкових класів) | Cambridge Primary (укр. Кембриджська програма початкових класів) | Cambridge Primary (укр. Кембриджська програма початкових класів) | Cambridge Primary (укр. Кембриджська програма початкових класів) | Cambridge Primary (укр. Кембриджська програма початкових класів) | Cambridge Secondary 1 | Cambridge Secondary 1 | Cambridge Secondary 1 | Cambridge Secondary 2 | Cambridge Secondary 2 | ib-1             | ib-2             |
| Примітки: CP — cours préparatoire (укр. підготовчий курс) CE1 — cours élémentaire niveau 1 (укр. початковий курс рівень 1) CE2 — cours élémentaire niveau 2 (укр. початковий курс рівень 2) CM1 — cours moyen niveau 1 (укр. середній курс рівень 1) CM2 — cours moyen niveau 2 (укр. середній курс рівень 2) 6ème — sixième (укр. шостий (клас) і т. д. — 5-ий, 4-ий, … і до 1-го за французькою освітньою системою) Tle — Terminale (укр. випускний (клас)) A-Level — Кембриджська програма вищої освіти, орієнтована на здобуття диплому про повну загальну середню освіту GCE Advanced Level G1, G2, … — Grade 1, Grade 2, … (укр. 1-ий, 2-ий, ... класи за американською освітньою системою) ib-1, ib-2 — 1-ий та 2-ий роки навчання за програмою міжнародного бакалаврату |                                                                  |                                                                  |                                                                  |                                                                  |                                                                  |                                                                  |                                                                  |                                                                  |                       |                       |                       |                       |                       |                  |                  |

Французька секція та її освітні програми початкової, середньої та вищої школи пройшли процедуру акредитації (фр. Accréditation) та отримали схвалення Міністерством національної освіти, вищої освіти та досліджень Франції (фр. Ministère de l’Éducation nationale, de l'Enseignement supérieur et de la Recherche). Учні 3-го класу французької секції (фр. 3ème) — аналог 9-го класу в США чи 10-го року навчання у Великій Британії, по закінченні навчального року складають іспит, щоб здобути диплом про загальну середню освіту — національний диплом «Бреве» (фр. Diplôme national du brevet) — умовний аналог свідоцтва про загальну середню освіту українських шкіл. Навчаючись у 2-му (фр. 2ème), 1-му (фр. 1ème) та випускному класі (фр. terminale), учні здобувають диплом французького бакалаврату — умовний аналог свідоцтва про повну середню освіту українських шкіл.
Міжнародна секція школи та її освітні програми пройшли процедуру акредитації та отримали схвалення у Кембриджській міжнародній системі оцінювання. Учні 10-го класу міжнародної секції школи — аналог 11-го року навчання у Великій Британії, по закінченні навчального року складають іспит, щоб здобути міжнародний диплом про загальну середню освіту IGCSE (англ. International General Certificate of Secondary Education) — умовний аналог свідоцтва про загальну середню освіту українських шкіл. Після цього учні мають можливість обрати, за якою міжнародною програмою навчатимуться далі —— чи за кембриджською програмою «Cambridge Advanced», чи за програмою міжнародного бакалаврату «IB Diploma Programme».
Навчаючись за програмами «Cambridge Advanced» у 11 і 12 класах, учні мають право здобувати Кембриджський сертифікат про повну загальну середню освіту Рівень A (англ. Cambridge General Certificate of Education Advanced Level). Дипломи «Cambridge IGCSE» та «Cambridge International A Level» визнаються та приймаються університетами та роботодавцями практично в усьому світі як об'єктивні свідчення про успішність. До таких країн відносяться країни Європейського Союзу, Північної Америки, Північної Африки, ПАР, Австралія та Нова Зеландія, а також, усі країни, що підписали Лісабонську конвенцію про визнання, зокрема й Україна, яка підписала цю конвенцію 11.04.1997, і ввела в дію з 01.06.2000.
Міжнародна секція школи та її міжнародна освітня програма «Програма для здобуття диплома» «IB Diploma Programme» міжнародного бакалаврату пройшли процедуру акредитації та отримали схвалення власником та розробником цієї програми  — некомерційним освітнім фондом «International Baccalaureate®». Навчаючись за програмами «ib-1» та «ib-2» у 11 і 12 класах, учні мають право здобувати диплом міжнародного бакалаврату. Дипломи міжнародного бакалаврату приймаються і визнаються більше, ніж 2 337 університетами у 90 державах світу.
Кожен випускник має можливість пройти стандартизований тест SAT, розроблений Радою коледжів США, необхідний для вступу до американських університетів та коледжів.

## Спортивні програми
Школа надає можливість кожному учню долучитися до спорту, починаючи від рівня початківця, до найвищих рівнів професійного спорту, залучаючи до процесу навчання найкращих спортсменів світового рівня із наступних видів спорту:
- теніс
- футбол
- баскетбол
- гандбол
- волейбол
- настільний теніс
- гольф
- танець
- бойові мистецтва (поза шкільними заняттями)

Заняття спортом проходять як у обсязі шкільної програми, так і після занять у спортивних гуртках і секціях, та у спортивних академіях. За наявності в учнів спортивного таланту, та за можливості зробити спортивну кар'єру, таким учням пропонуються індивідуальні програми навчання, узгоджені із програмами шкільної програми, дозволяючи повністю зосередитися на спортивному рості майбутнього спортсмена (заняття обраним видом спорту проходять індивідуально як у години, передбачені шкільною програмою, так і в позаурочний час) із поєднанням успішного навчання за шкільною програмою з тим, щоб спортсмени мали можливість продовження навчання у найкращих університетах світу.

### Академія тенісу
У школі створена і функціонує «Академія тенісу IBS». У академії в атмосфері шкільного тенісного клубу створені умови для ознайомлення початківців із цим видом спорту, для опанування основ гри та для відточування майстерності з метою досягнення найвищих спортивних рівнів. Академія доступна для усіх школярів, починаючи від 11 років.
У 2016—2017 школа налагодила співпрацю із колишньою 4-ю ракеткою світового тенісу Томасом Енквістом і, починаючи із вересня 2017, в академії відкрито програму «Академія тенісу IBS Томаса Енквіста» (англ. IBS Tennis Academy by Thomas Enqvist), яка доступна для учнів, починаючи із 5-річного віку. У результаті, тенісні таланти мають змогу вирости до рівня світових зірок, а кожен пересічний учень — отримати урок на корті і поза ним від Томаса Енквіста.

### Академія кінного спорту Баланди
Для залучення учнів до кінного спорту школа налагодила співпрацю із Академією кінного спорту Баланди (фр. Balanda Equestrian Academy), що у Вільлор. Заняття з учнями проходять за програмою і під наглядом Жіля-Бертрана Баланди.

### Футбольна академія «z5»
Завдяки співпраці школи із «Футбольною академією z5 Зідана» (англ. Z5 Academy by Zidane), понад 75 учнів (дівчат та хлопців) мають змогу навчатися і тренуватися на футбольних полях Спорткомплесу «z5» у складі Футбольної академії IBS Z5 за програмами та під наглядом професійних тренерів комплексу, та за участі і самого Зінедіна Зідана. Заняття в академії доступні для школярів віком від 5-ти до 15-ти років. Програма складає 32 заняття на рік тривалістю 1 година 30 хв. кожне. Для талановитих юних футболістів це можливість і відкрита дорого до футбольного Олімпу, а для пересічних школярів — можливість здобути приз кросівки «z5 Adidas» із автографом Зідана, та «пограти у футбол» із самим Зіданом.

## Мовні програми
Навчання у школі двомовне і тиждень ділиться приблизно порівну між викладанням французькою та викладанням англійською. Учні можуть вибирати математику та фізику англійською чи французькою мовами залежно від планів свого майбутнього навчання та/або від країни їх походження.
Окрім двомовної навчальної програми англійською та французькою, учні, які хочуть зберегти або вивчити свою мову, мають можливість вивчати і рідні мови, які їм викладають «рідні» викладачі. Це надає широку перспективу вибору університетів у всьому світі, зберігаючи при цьому, можливість продовжувати навчання і в рідних країнах.
Школа є центром з прийому іспитів для отримання сертифікатів про рівні володіння:
- англійською мовою:
  - ESL — English as a second language (укр. англійська як друга іноземна), для тих, хто вивчав англійську як другу (другорядну) іноземну мову;
  - PTE General — Pearson Test of English (укр. Іспит Пірсона з англійської) для тих, у кого англійська не є рідною;
  - KET — Key English Test, (A2 Key) (укр. Іспит базових знань з англійської), базовий рівень А2 для шкіл (для учнів, які опанували англійську на базовому рівні);
  - PET — Preliminary English Test, (B1 Preliminary) (укр. Іспит середнього рівня кваліфікації з англійської), середній рівень B1 для шкіл (для учнів, які опанували основні знання англійської і мають практичні навички для щоденного застосування);
  - FCE — First Certificate in English, (B2 First) (укр. Перший сертифікат з англійської), середній рівень B2 для шкіл (для учнів, які опанували основні знання англійської і мають практичні навички для спілкування у англомовному середовищі);
  - CAE — Certificate in Advanced English, (C1 Advanced) (укр. Сертифікат про поглиблене володіння англійською), поглиблений рівень C1 для учнів, які готуються до університетського або професійного життя;
  - CPE — Certificate of Proficiency in English, (C2 Proficiency) (укр. Сертифікат про вільне володіння англійською мовою), найвищий рівень володіння англійською, який надає можливість навчати інших на комерційній основі.
- французькою мовою:
  - TFI — Test de français international (укр. Іспит з міжнародної французької) для тих, у кого французька не є рідною.

## Літні програми
Під час весняних і літніх канікул, коли учні, що проживають в інтернаті, роз'їжджаються по домівках, в школі для відпочинку, оздоровлення та розвитку дітей віком від 6 до 18 років організовують:
- два весняних коротких тури весняного дитячого табору для підготовки до складання екзаменів у школах, що навчаються за французькими національними освітніми програмами;[19]
- три тури літнього дитячого табору для відпочинку дітей у поєднанні із можливістю опанування французької мови як другої іноземної на трьох рівнях (початковий, середній, підвищений).[20]

Відпочинок та навчання можна поєднувати із заняттями спортом і мистецтвом у гуртках, секціях і академіях з наступних дисциплін:
- теніс;
- плавання;
- баскетбол;
- волейбол;
- футбол;
- верхова їзда;
- гольф;
- настільний теніс;
- мистецтво та драма.